# Port Moselle

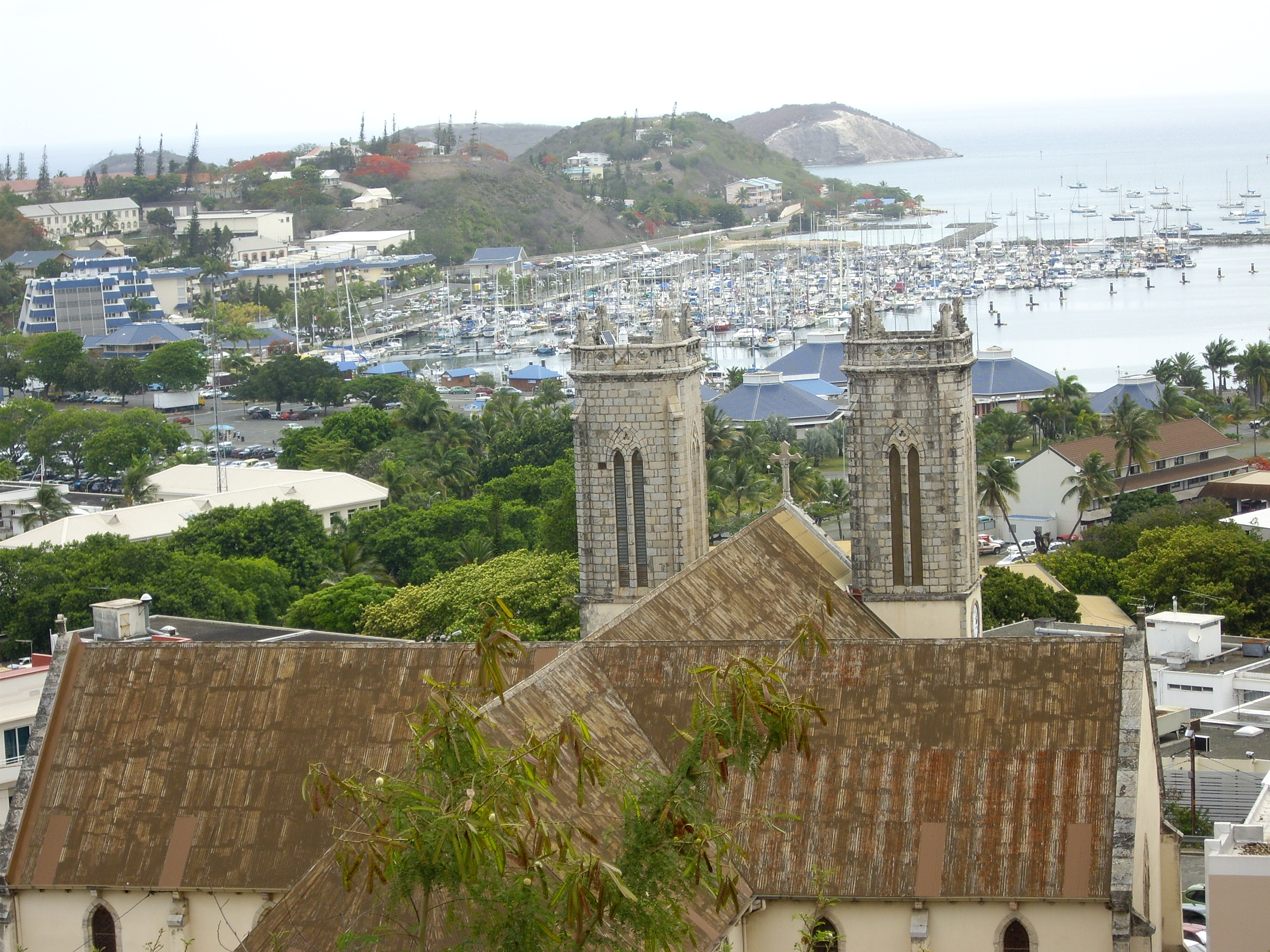
Vue de Port Moselle, depuis la colline de la FOL.

Port Moselle est le plus important port de plaisance de Nouméa mais aussi de la Nouvelle-Calédonie. Étant un des ports d'entrée conventionné de Nouvelle-Calédonie, tout navire de plaisance arrivant en Nouvelle-Calédonie via Nouméa doit s'y accoster pour remplir les formalités nécessaire à son entrée sur le territoire. Cette marina à pour parrain Thierry Lhermitte.
Port Moselle est situé dans la baie éponyme sur la côte ouest de la presqu'île de Nouméa, au sud du centre-ville et du quai Jules Ferry où se trouve la Gare Maritime, lieu d'accueil des bateaux de croisières. Au nord de la baie de la Moselle se trouve le quai FED ou stationnent notamment les bâtiments militaires étrangers en visite dans les eaux territoriales ainsi que des navires de commerce de petite tailles. On y trouve également le lieu d'accostage du NGV devant la Gare Maritime des îles, ou encore du Prony Expresse face au nouveau complexe commercial "Les quais". Au Sud de la baie se trouve la baie de l'Orphelinat (qui abrite d'autre marinas) séparé par la pointe de l'Artillerie.
L'accès à ces trois baies (petite rade, baie de la Moselle et baie de l'Orphelinat) se fait par une petite passe entre la pointe Denouel (cap sud de Nouville) et l'îlot Brun (en vérité une presqu'île appartenant à la base navale militaire de la Pointe Chaleix).
La marina se compose :
- D'une digue à son extrémité ouest sur laquelle se trouve une laverie et un point d'avitaillement pour les navires stationnés dans la marina,
- D'une seconde digue au Nord protégeant les pontons et les navires de la houle,
- De 9 pontons bordant le quai sud, identifiés par des lettres (A à I), dont le A réservé aux visiteurs ainsi qu'à certains opérateur de tourisme,
- De 6 pontons de plus petites tailles, désignés de K0 à K6, le long du quai Est (et du marché). Ces pontons sont réservés aux bateaux de transport à passagers tels que les navires de la compagnie Amédée Island (Mary D Dolphin, Mary D Princess et Mary D Seven) ou encore de l'Escapade pour les croisières d'une journée à destination de l'îlot Amédée ou de l'îlot Maître. On y trouvera également les navires de plaisance loués les compagnies de charter local,
- D'un port à sec (90 places), d'une cale de mise à l'eau et de sanitaire pour l'ensemble des résidant de la Marina située à l'Ouest du quai Sud,
- De la capitainerie à l'Est du quai Sud ainsi que d'un bar-restaurant le Bout du Monde.

Par extension il s'agit du nom du quartier alentour, où l'on trouve entre autres le marché couvert de la ville de Nouméa, les sièges de la province Sud (généralement appelé la « Maison Bleue » par les médias locaux, situé juste derrière la capitainerie) et du gouvernement de la Nouvelle-Calédonie et le restaurant le Bout du Monde d'Alain Conan.